# Отель «Козацкий»
Отель «Козацкий» (укр. Готель «Козацький»; до 1993 года «Красная звезда» (укр. Червона зірка)) — трёхзвездочный восьмиэтажный отель, расположен в Киеве на улице Михайловской, 3/1.
Отель после введения в эксплуатацию находился в ведении Министерства обороны СССР, теперь принадлежит Министерству обороны Украины, однако некоторый период он был в статусе приватизированного.
До 1993 года предназначался для поселения только лиц, имеющих отношение к армии, с тех пор является общедоступным.